# Hémilly
Hémilly település Franciaországban, Moselle megyében. Lakosainak száma 143 fő (2022. január 1.). Hémilly Arriance, Chanville, Elvange, Guinglange, Herny, Mainvillers, Villers-Stoncourt és Vittoncourt községekkel határos.

## Népesség
A település népességének változása:
| Lakosok száma | 102  | 102  | 113  | 147  | 142  | 143  | 143  | 141  | 142  | 143  |
|               | 1968 | 1982 | 1990 | 2006 | 2013 | 2015 | 2017 | 2019 | 2020 | 2022 |